# Galobardes (Prats de Lluçanès)
Galobardes és un gran casal de Prats de Lluçanès (Osona) que forma part de l'Inventari del Patrimoni Arquitectònic de Catalunya.

## Descripció
Gran casal de planta baixa i dos pisos, de planta rectangular i cobert a dues aigües amb teula àrab i bigues de fusta. Està situat molt a prop del castell de Quer, just davant de l'església de Santa Llúcia de Galobardes. El mur és de pedra vista, carreus irregulars i sense desbastar, units amb morter. Destaca el gran nombre d'obertures. A la planta baixa hi ha l'entrada d'arc escarser i dues finestres. Al primer pis hi ha tres balcons de grans dimensions i a l'últim una sèrie de finestres d'arc rebaixat. Els carreus de la cantonades i els dels marcs de les obertures són de majors dimensions i ben escairats. A la part de darrere hi ha una llinda amb la data 1687.

## Història
Galobardes fou edificada als peus del castell, a la mateixa roca. És un gran casal reformat i ampliat per un fill del mas Galobardes, d'aquí que adoptés el mateix nom de la família.